# Bubaris ammosclera
Bubaris ammosclera är en svampdjursart som beskrevs av George John Hechtel 1969. Bubaris ammosclera ingår i släktet Bubaris och familjen Bubaridae.
Artens utbredningsområde är havet kring Barbados. Inga underarter finns listade i Catalogue of Life.